# Michael Tippett
Sir Michael Kemp Tippett OM CH CBE (* 2. Januar 1905 in London; † 8. Januar 1998 ebenda) war ein englischer Komponist der modernen Musik.
Tippett schrieb Opern, Orchester- und Chorwerke, Vokal- und Kammermusik. Sein bekanntestes Werk ist das Oratorium A Child of Our Time. Er war politisch und sozial engagiert mit durchgehender und konsequenter pazifistischer Haltung.

## Leben
Tippett war der Sohn der Schriftstellerin Isabel Clementina Binny Kemp und des Rechtsanwalts Henry William Tippett und wuchs in Wetherden sowie bis zum Alter von 19 Jahren in Suffolk, außerdem in Südfrankreich auf, wo sein Vater ein Hotel des Großvaters verwaltete, der ein wohlhabender Immobilienmakler war.
Schon als Kind hämmerte Michael wild auf einem Klavier herum und nannte es „komponieren“, was niemand verstand. 1914 besuchte er wie sein ein Jahr älterer Bruder Peter die Brookfield Preparatory School in Swanage.
1918 erhielt Tippett ein Stipendium für das Fettes College, ein Internat in Edinburgh. Dort sang er im Chor, erhielt Klavier- und Orgelunterricht, aber die Übergriffe und Zustände waren derart unerträglich, dass seine inzwischen in Frankreich lebenden Eltern ihn abmeldeten und auf die Stamford School in Lincolnshire schickten. Hier erhielt er Klavierunterricht bei Frances Tinkler, der ihm die großen Komponisten wie Bach, Beethoven, Schubert und Chopin nahebrachte. Als Michael aber äußerte, er wolle Komponist werden und nicht dem Willen seiner konservativen Eltern entsprechend auf die Cambridge University gehen, wurde das von der Schule abgelehnt. Daraufhin entwickelte der Jugendliche ein derart rebellisches Verhalten, dass die Stamford School ihn im Sommer des Jahres 1922 bat zu gehen. Er blieb noch ein Jahr und erreichte ein Umdenken seiner Eltern.
Erst 1923 willigte sein Vater ein, ihn Musik studieren zu lassen. Daraufhin studierte Tippett von 1923 bis 1928 am Royal College of Music in London Violine und Klavier sowie Komposition bei Charles Wood, dann bei C. H. Kitson, und erlernte das Dirigieren bei Malcom Sargent und Adrian Boult.
1924 wurde er Musikdirektor eines Amateur-Chores in Oxted in Surrey. Nach seinem Studienabschluss als Bachelor of Music, den er erst im zweiten Anlauf schaffte, ließ er sich dort nieder, um mit diesem Chor und einer Theatertruppe zusammenzuarbeiten. Seinen Lebensunterhalt verdiente er sich als Französisch- und Musiklehrer an der Hazelwood-Schule in Limpsfield. Als er diese Tätigkeit aufgab, um sich ganz dem Komponieren zu widmen, finanzierte er seinen Lebensunterhalt von seinem kleinen Privatvermögen und aus Einkünften gelegentlicher Dirigierverpflichtungen bei lokalen Chorvereinigungen in den Landesbezirken von Surrey. 1930 konnte er alle seine bis dahin komponierten Werke in Oxted aufführen.
Alle Kompositionen, die er in den späteren 1920er und 1930er Jahren schrieb, sind zurückgezogen; die gleiche rigorose Haltung bewog ihn 1930 als Privatschüler für eine intensive Periode des Studiums bis 1932 ans Royal College zurückzukehren. Bei R. O. Morris, einem Spezialisten der Musik des 16. Jahrhunderts, konnte er sich besonders Kenntnisse des Kontrapunkts aneignen. Ab 1933 leitete er am Morley College das damals dort existierende South London Orchestra, ein Orchester freier Musiker, sowie verschiedene Chöre. Am 5. März 1933 fand hier sein erstes öffentliches Konzert statt. Sein Orchester war Teil der Arbeitslosenhilfe, weswegen er in enge Berührung mit der Arbeiterbewegung kam und mit den Chören politische Lieder im Stil Hanns Eislers aufführte. In diesen Zeitraum fallen auch Tippetts erste eigenen politischen Aktivitäten, die ihn für wenige Monate in die Kommunistische Partei führten, und ebenso seine Bekanntschaft mit dem Dichter T. S. Eliot, der ihn ermutigte, selbst einen Text für sein Oratorium Ein Kind unserer Zeit zu schreiben.
Mitte der 1930er Jahre entstanden mit dem 1. Streichquartett und der 1. Klaviersonate die ersten gültigen Werke seines Frühstils einschließlich des Concerto for Double String Orchestra, des ersten Werks Tippetts, das breite Anerkennung und Beifall fand, wie auch das 2. Streichquartett. In dieser ersten Erprobungsphase war er in der Polyrhythmik des englischen Madrigals verwurzelt – in Anlehnung an die Werke von Purcell und Händel, Hindemith und Strawinsky, vor allem auch Beethoven, dessen Werke Teil seines Studiums waren. Aus diesen frühen Werken zwischen den Kriegsjahren spricht seine Ablehnung der englischen, pastoralen Schule zugunsten eines weitaus individuelleren und eklektischeren Idioms. Die Jahre vor dem Zweiten Weltkrieg verliehen seiner politischen Überzeugung Stoßkraft. Das Resultat war das Oratorium A Child of Our Time, in dem er sich mit der „öffentlichen Welt“ identifiziert und seine Haltung artikuliert. Mit der Uraufführung dieses Werkes 1944 erlebte er den Durchbruch als Komponist.
1940 wurde er zum musikalischen Leiter des Morley College berufen, an dem sich Berufstätige weiterbilden konnten. Das College beschäftigte Flüchtlinge aus ganz Europa, unter ihnen Musiker wie Walter Goehr, Mátyás Seiber und Walter Bergmann, ein Flöten-Spezialist. Dieses Amt behielt er bis 1951 mit einer Unterbrechung bei. 1943, während des Zweiten Weltkrieges, wurde er in einem Gerichtsprozess zu drei Monaten Gefängnis verurteilt, von denen er zwei im Gefängnis Wormwood Scrubs absaß, weil er Kriegsdienstverweigerer war und aufgrund seiner strikten pazifistischen Haltung eine Betätigung im Royal Air Force Symphony Orchestra oder im Zivildienst unter den gegebenen Bedingungen nicht ableisten wollte.
Die 1945 vollendete 1. Symphonie war eine Bekundung der technischen Reife des Komponisten, erwies sich aber mit dem 3. Streichquartett auch als ein Abschiednehmen von dem bisherigen Stil. Die nächsten sechs Jahre waren mit neuen Planungen und Kompositionen ausgefüllt. Dazu gab er 1951 seine Stellung am Morley College auf, um sich ganz dem Komponieren zu widmen, und zog nach Tidebrook Manor in Wadhurst, Sussex. Sein Abschied von Morley, dessen musikalisches Konzept ihm nationale Aufmerksamkeit und das Interesse der BBC einbrachte, war zugleich der Aufstieg zur internationalen Karriere.

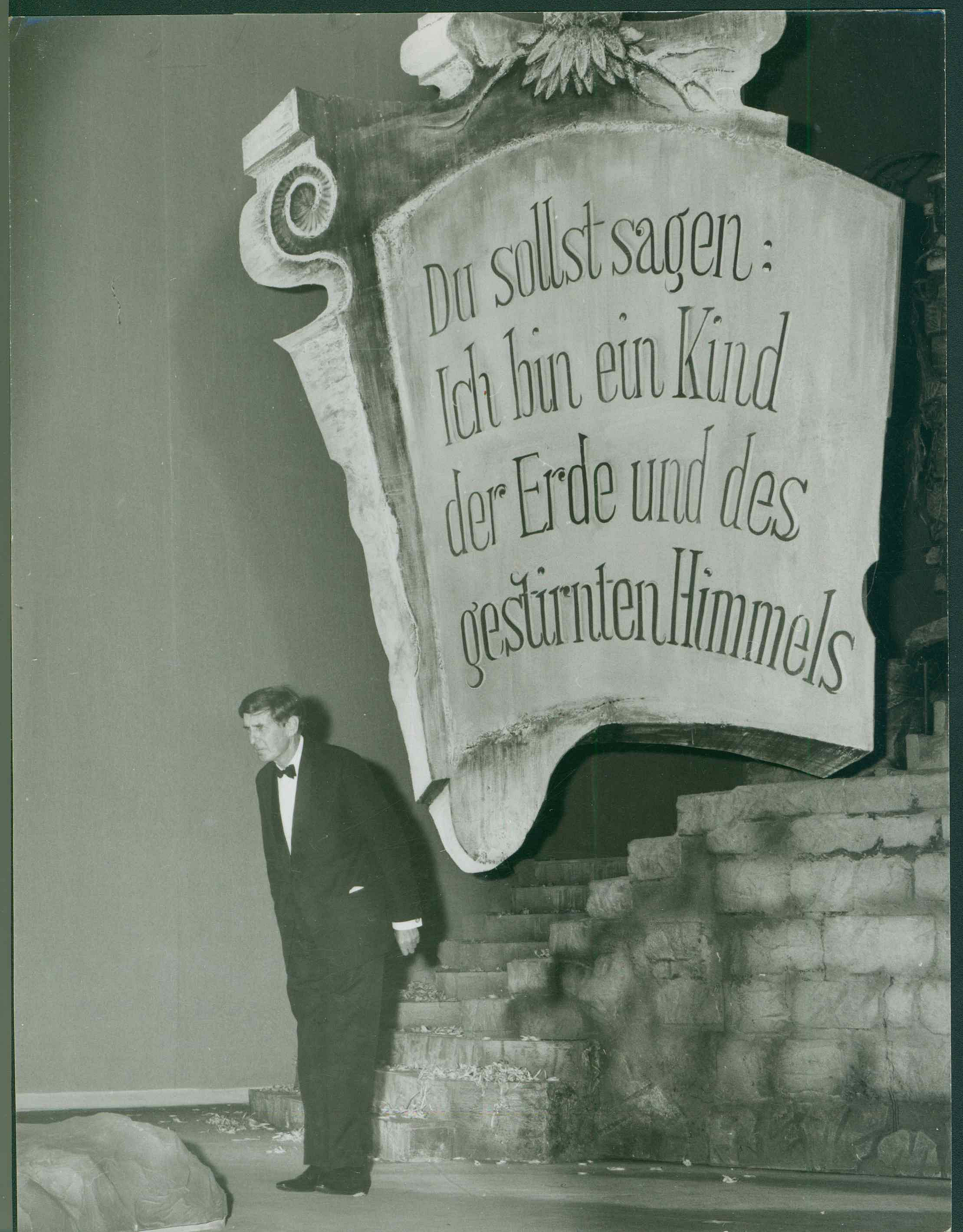
Michael Tippett bei der Aufführung von The Midsummer Marriage am Badischen Staatstheater Karlsruhe (1973)

Die erste von zwei stilistischen Neuorientierungen ist zunächst in der Komposition seiner ersten Oper The Midsummer Marriage zu finden, die 1952 vollendet und im Januar 1955 von Sir John Pritchard am Royal Opera House Covent Garden uraufgeführt wurde. Die vornehmlich lineare Anlage der frühen Werke mit ihrem Akzent auf federnder und additiver Rhythmik und funktioneller Orchesterbehandlung machte einem Stil Platz, der größten Wert legte auf lyrische Impulse, die fließend, ekstatische Linien in filigrane Auszierungen und in eine schimmernde Orchesterpalette einbettete. Auf die Oper folgten mehrere großangelegte Orchesterwerke, die Fantasia Concertante on a Theme of Corelli, das Klavierkonzert und die 2. Symphonie, die an die scharf geschliffene Ausdrucksweise von Strawinsky erinnert. Mit der Oper King Priam, die im Mai 1962 ebenfalls von Sir John Pritchard am Royal Opera House Covent Garden mit der Choreographie von John Cranko uraufgeführt wurde, kam abrupt eine zweite stilistische Neuorientierung, die vom Extrem zu Sparsamkeit und Prägnanz geprägt war. Sparsamkeit charakterisiert die Orchesterzwischenspiele von The Vision of Saint Augustine (1966), als Tippetts tiefgründigstes und anspruchsvollstes Werk, und ist in seiner dritten Oper The Knot Garden selbst im Libretto bemerkbar. Sie wurde von Sir Colin Davis im Dezember 1970 am Royal Opera House Covent Garden uraufgeführt. Die 3. Symphonie entwickelt einen Bezug zu Beethovens Neunter Symphonie, während die vierte Oper, The Ice Break (1977), zu einer übergangslosen Kollage verdichtet, und die 3. Klaviersonate die Auseinandersetzung mit abstrakter Musik erkennen lässt.
In den drei nachfolgenden Werken – der 4. Symphonie, dem 4. Streichquartett und dem Triple Concerto for Violin, Viola und Cello – erkundet Tippett die einsätzige Form, aber es ist letztlich das Chorwerk The Mask of Time (1984), das die Summe seiner Errungenschaften als Komponist widerspiegelt. Zu erwähnen ist noch als Zeichen der kompositorischen Vollendung und letzten Stilfindung das Werk für Gitarre solo, inspiriert von Wallace Stevens’ Gedicht The Blue Guitar (1983), das mit großem Erfolg 1984 in Hongkong uraufgeführt wurde.
In dieser ganzen Zeit hat Tippett seine pazifistische Überzeugung nie aufgegeben. Seit 1940 war er Mitglied und seit 1959 Präsident der Peace Pledge Union. Generell war er der Meinung, dass politische Aktivität ihn von seiner eigentlichen Arbeit, dem Komponieren, abhielt. Nur einmal machte er öffentlich eine eindeutige politische Aussage, als er 1977 bei einer Ausstellung in St Martin-in-the-Fields die Pläne von Präsident Carter kritisierte, eine Neutronenbombe zu entwickeln.
1960 zog er von Sussex nach Corsham. Dort wohnte er mit seinem Lebenspartner, dem Künstler Karl Hawker, zusammen. Von dort unternahm er größere Reisen. 1965 bereiste er erstmals die USA und war begeistert von der Stimmung des Landes, was sich sofort in seiner Musik niederschlug. 1969 begann seine Zusammenarbeit mit Sir Colin Davis. Seine Partnerschaft zerbrach und er zog nach Calne in Wiltshire.
Von 1970 bis 1974 baute er als Künstlerischer Leiter das zuvor finanziell desolate Bath International Music Festival auf. 1974 wurde ihm zu Ehren das Michael Tippett Festival an der Tufts University bei Boston gegründet. Er begann, über seine Musik zu schreiben, und hielt etliche Vorträge.
Juli 1977 wurde seine vierte Oper, The Ice Break, in der Musikalischen Leitung von Sir Colin Davis am Royal Opera House Covent Garden unter der Regie von Sam Wanamaker, Choreographie von Walter Raines, Ausstattung von Ralph Koltai uraufgeführt, in anspruchsvoller Besetzung. Es sangen unter anderem: Heather Harper (Nadia), Josephine Barstow (Gayle), Tom McDonnell (Yuri), John Shirley-Quirk (Lev), Roderick Kennedy (Lieutenant), die farbigen Sänger Beverly Vaughn (Hannah) und Clyde Walker (Olympion) sowie der Countertenor James Thomas Bowman (Astron).
Die Sinfony No.4 wird unter Sir Georg Solti in Chicago uraufgeführt.
1979 verkaufte Michael Tippett einige seiner Originalmanuskripte an die British Library. Mit dem Erlös gründete er im selben Jahr die Michael Tippett Musical Foundation, die junge Musiker und musikalische Bildungsprojekte finanziell unterstützt. Komponisten, deren Musik von ihm beeinflusst wurde, sind Mark-Anthony Turnage, David Matthews, William Mathias, Steve Martland und Edward Cowie.
1983 wurde er Präsident des  Royal College of Music in London und setzte das Reisen fort, trotz gesundheitlicher Probleme. Wegen seiner Makuladegeneration stützte er sich zunehmend auf seine Assistenten, Michael Tillett und Meirion Bowen, die seine ständigen Begleiter wurden. 1989–90 tourte er durch Australien und Senegal. 1997 zog er von Wiltshire nach London, um seiner Tätigkeit und den Freunden nahe zu sein. Dann machte er eine letzte Reise zu einem Musikfestival in Stockholm, wo seine Werke aufgeführt wurden.
1986 schuf der Choreograph John Neumeier zur Eröffnung des renovierten Königlichen Theaters Kopenhagen in Anwesenheit der Königin und ihrer Familie sowie des Komponisten das Ballett Amleth nach einer nordisch-archaischen Vikingersaga (Zwei Brüder: Krieg mit Norwegen, Gertruds und Hovendels Heirat, Frej und König Kolls Beerdigung, Amleths Kinder, Fortinbras) mit Musik von Michael Tippett (Divertimento, Sellingers Round, Tripplekonzert, 4 Sinfonie) in dem Bühnenbild von Klaus Hellenstein.
Nach einem Herzinfarkt und einer Lungenentzündung starb er am 8. Januar 1998 in London, sechs Tage nach seinem 93. Geburtstag.
Tippetts eigene Worte fassen sein Lebenswerk zusammen: „Der Traum ist zerbrochen, wie es wieder und wieder geschieht. Aber soll ich nicht mehr singen, nur weil alles höhere Streben so zerbrechlich ist? Ich glaube nicht, dass es so kommt. Wir lobpreisen – zuweilen auch in ausgedienten Formen – weil wir müssen.“

## Auszeichnungen
- 1959: Order of the British Empire
- 1966: Erhebung in den Adelsstand
- 1973: Ehrenmitglied der American Academy of Arts and Letters[3]
- 1976: Gold Medal der Royal Philharmonic Society
- 1978: Aufnahme in die American Academy of Arts and Sciences
- 1979: Companion of Honour
- 1983: Order of Merit
- 1995: Music Award der Royal Philharmonic Society

## Werke (Auswahl)
Oper (alle in drei Akten; die Libretti stammen alle vom Komponisten):
- 1955: The Midsummer Marriage
- 1961: King Priam (deutsch: König Priamos)
- 1970: The Knot Garden (deutsch: Der Irrgarten)
- 1973–76: The Ice Break
- 1986–88: New Year

Chor:
- 1939–41: A Child of Our Time. Oratorium für Sopran, Alt, Tenor, Bass, Chor und Orchester
- 1953: Crown of the Year
- 1960: Lullababy
- 1965: The Vision of Saint Augustine für Bariton, Chor und Orchester
- 1970: The Shires Suite
- 1982/83: The Mask of Time für Sopran, Mezzosopran, Tenor, Bariton, Chor und Orchester
- Five Negro Spirituals, Dance, Clairon Air, Four Songs from the British Islands

Orchester:
- 1939: Concerto für zwei Streichorchester
- 1942: Fantasia über ein Thema von Händel für (2) Piano und Orchester
- 1944–78: 4 Sinfonien (1944–45; 1958; 1972, mit Sopran solo; 1978)
- 1946: Little Music für Streichorchester
- 1948: Suite for the birthday of Prince Charles
- 1953: Fantasia Concertante über ein Thema von Corelli für Streichorchester
- 1953: Ritual Dances from The Midsummer Marriage
- 1954: Divertimento on Sellingers Round für Kammerorchester
- 1956: Klavierkonzert
- 1962/63: Konzert für Orchester
- 1978/79: Triple Concerto für Violine, Viola, Cello und Orchester
- 1989: New Year Suite für Orchester
- 1991–93: The Rose Lake. Sinfonische Dichtung

Kammermusik
- 1934/35: 5 Streichquartette (revidiert 1943; 1941/42; 1945/46; 1977/78; 1990/91)
- 1955: Sonate für vier Hörner

Soloinstrumente:
- 1936/37: 4 Klaviersonaten (revidiert 1942, 1954; 1962; 1972/73; 1984)
- 1982/83: The Blue Guitar, Sonate für Gitarre solo

Weitere Werke für Blasmusik, Piano, Orgel und Vocal

## Rechte
SCHOTT & CO,LTD

## Schriften
- Michael Tippett: Moving into Aquarius. Paladin Books, St Albans 1974, ISBN 0-586-08179-8.
- Michael Tippett mit Meirion Bowen: Music of the Angels: essays and sketchbooks of Michael Tippett. Eulenberg Books, London 1980, ISBN 0-903-87360-5.
- Michael Tippett: Those Twentieth Century Blues. Hutchinson, London 1991, ISBN 0-09-175307-4.
- Michael Tippett: The selected letters of Michael Tippett. Hrsg.: Thomas Schuttenhelm. Faber and Faber, London 2005, ISBN 0-571-22600-0.
- Those Twentieth Century Blues (Autobiografie), Hutchinson, London 1991, ISBN 0-7126-6059-3.
- Meirion Bowen (Hrsg.): Tippett on Music. (Gesammelte Aufsätze) Clarendon Press, Oxford 1995, ISBN 0-19-816541-2 (deutsch: Essays zur Musik. Schott Musik International, Mainz 1998, ISBN 3-7957-0334-4).
- T. Schuttenhelm: The selected letters of Michael Tippett. Faber and Faber, 2005.